# Virtuți cardinale

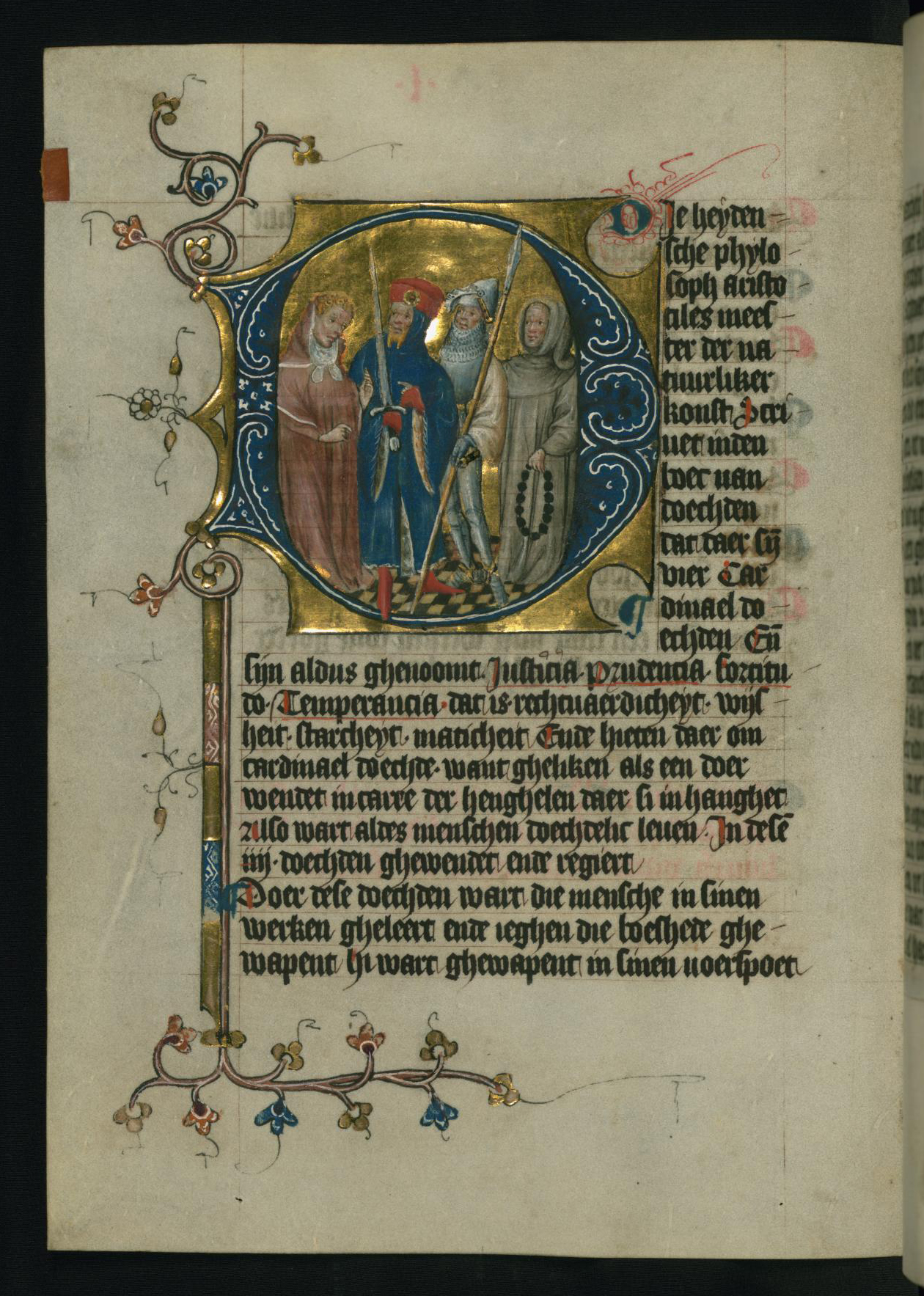
Patru virtute cardinale (circa 1400)

Cunoscute deja filozofilor antici, în special lui Platon, în creștinism, virtuțile cardinale, numite și virtuți umane principale, țin de om și constituie pilaștrii unei vieți dedicate binelui.

## Cele patru virtuți cardinale

### Prudența
Prudența (în latină prudentia)  dispune rațiunea practică spre a discerne, în orice circumstanță, binele adevărat și a alege mijloacele potrivite pentru a-l înfăptui. În mod concret prudența constă în discernămînt, adică în capacitatea de a deosebi adevărul de fals și binele de rău, demascînd -prin această virtute- adevărurile false (adesea greu de identificat) aprofundînd ceea ce se vede. Omul prudent deci nu este cel nehotărît, precaut, șovăitor, ci din contra e cel ce știe să decidă cu realism sănătos și nu se lasă atras de entuziasme ușoare. Ea nu se confundă cu timiditatea sau frica, nici cu duplicitatea sau disimularea. Este numită și « auriga virtutum »: ea conduce celelalte virtuți indicîndu-le regula și măsura.

### Justiția

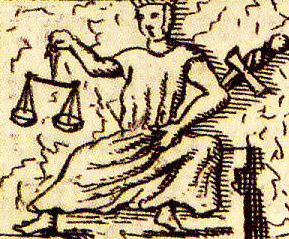
Iustitia

Justiția (în latină iustitia)  constă în voința constantă și fermă de a da lui Dumnezeu și semenilor ceea ce li se cuvine și deci, prin ea înțelegem și executăm ceea ce e bine în fața lui Dumnezeu, a noastră și a semenilor noștri. E cea mai importantă dintre virtuțile cardinale pentru că "cine practică justiția e just precum El [Hristos] este just" (1 Ioan 3,7), în timp ce "cine nu practică justiția nu e de la Dumnezeu" (1 Ioan 3,10), după cum zice Sf. Ioan.
După Platon individul just e cel al cărui suflet e ghidat de o viziune a Binelui, cel a cărui rațiune guvernează pasiunea și ambiția prin asemenea viziune. Atunci și numai atunci sufletul e armonios, puternic, frumos și sănătos. Faptele sunt juste dacă susțin această armonie. 

### Tăria

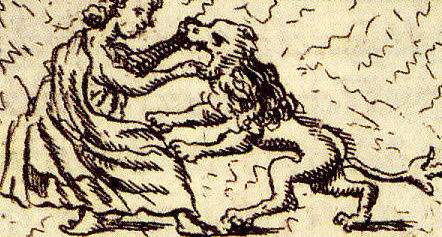
Fortitudo

Tăria (în latină fortitudo) asigură, în dificultăți, fermitatea și constanța în căutarea binelui.
Tăria e capacitatea de a rezista în condiții de adversitate, de a nu te descuraja în fața greutăților, de a persevera în drumul perfecționării, de a merge înainte, fără a te lăsa învins de lene, de lașitate, de frică. Tăria se opune lipsei de curaj care, după cum învață Toma de Aquino, este defectul celui ce nu ajunge la înălțimea propriilor posibilități, adică nu se exprimă în plenitudinea posibilităților sale, oprindu-se în fața obstacolelor sau mulțumindu-se să conducă o existență mediocră.

### Cumpătarea

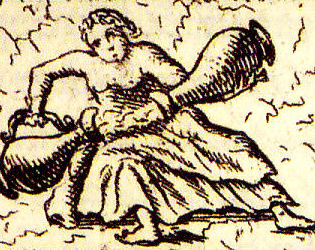
Temperantia

Cumpătarea (în latină: temperantia) moderează atragerea plăcerilor sensibile și ne face echilibrați în folosirea materiei.
Dacă omul, ca și animalul, ar urma liber propriile instincte, ar sfîrși prin a deveni sclavul dorințelor și pasiunilor sale, fiind că partea animală a omului e foarte sensibilă la degenerare și la abuz, dacă nu e controlată în mod constant. E necesar atunci un angajament ascetic, care să antreneze voința și inteligența spre a evita și evalua ceea ce poate dăuna. Anume această autoeducare a voinței este virtutea cumpătării.